# フェラーリ・12チリンドリ
フェラーリ・12チリンドリ（Ferrari 12Cilindri Type F167) とは、2024年に発表されたフェラーリの自然吸気V型12気筒エンジン搭載モデルである。
正式名称は12Cilindri。日本語では「ドーディチ・チリンドリ」と発音する。"Cilindri" とはイタリア語で気筒を意味する言葉であり、12Cilindriとは12気筒ということを表している。

## 概要
先代モデルにあたる812スーパーファストの800馬力と比較して、30馬力を上回っている。（812Superfastのハードコア版に当たる812Competizioneとは同等の馬力）
また、ギア比が適正化された8速DCT、新開発のトルク電子制御システム「ATS（アスピレーテッド・トルク・シェイビング）」などの採用により、自然吸気V12エンジンならではのリニアな加速とトルク感を実現しているという。
新設計のアルミニウム製シャシーは、「812 スーパーファスト」よりもホイールベースが20 mm短く、ねじり剛性は15％向上していて、動的挙動が分かりやすくなったほか、サスペンション精度も高めている。また、フェラーリの量産モデルとしては初めてフレームの一部に100％リサイクル素材を採用している。
タイヤサイズはフロントが275/35R21、リアが315/35ZR21で、ミシュランの「パイロットスポーツS5」またはグッドイヤーの「イーグルF1スーパースポーツ」を選択可能という。ブレーキ・バイ・ワイヤーの導入により、「296 GTB」で初採用した「ABS Evo」と「6Dセンサー」を搭載でき、「バーチャル・ショート・ホイールベース（PCV）3.0」や「サイド・スリップ・コントロール（SSC）8.0」などを完備したほか、新たな電子制御ロジック「アスピレーテッド・トルク・シェイピング」も搭載し、よりスムーズでリニアなエンジンフィールを実現。また、「812コンペティツィオーネ」から採用されている四輪独立操舵（4WS）も備え、コーナリング中のヨーマネージメントや素早い切り換えしでの応答性なども向上させている。

### スペック
- 全長×全幅×全高：4,733×2,176×1,292 mm
- ホイールベース：2,700 ㎜
- トレッド：フロント1,686 mm/リア1,645 mm
- 車両重量：1,560 kg
- 駆動方式：FR
- エンジン：6,496 cc V型12気筒 自然吸気エンジン
- 最高出力：830 PS/9,250 rpm
- 最大トルク：678 Nm/7,250 rpm
- 最大許容回転数：9,500 rpm
- トランスミッション：8段デュアルクラッチF1 DCT
- タイヤサイズ：フロント275/35 R21/リア315/35 R21
- 最高時速：340 km
- 0-100 km/h加速：2.9秒
- 0-200 km/h加速：7.9秒
- 価格：クーペ 5,674万円/スパイダー 6,241万円